# Гелбінаші (Бузеу)
Гелбінаші (рум. Gălbinași) — село у повіті Бузеу в Румунії. Адміністративний центр комуни Гелбінаші.
Село розташоване на відстані 97 км на північний схід від Бухареста, 11 км на південний схід від Бузеу, 94 км на південний захід від Галаца, 121 км на південний схід від Брашова.

## Населення
За даними перепису населення 2002 року у селі проживали 1208 осіб. Усі жителі села рідною мовою назвали румунську.
Національний склад населення села:
| Національність | Кількість осіб | Відсоток |
| -------------- | -------------- | -------- |
| румуни         | 1160           | 96,0%    |
| цигани         | 48             | 4,0%     |